# مقاطعة هنري (ألاباما)
مقاطعة هنري (بالإنجليزية: Henry County, Alabama)‏ هي إحدى مقاطعات ولاية ألاباما في الولايات المتحدة. تأسست سنة 1819، بلغ عدد سكانها 17302 نسمة في عام 2010 حسب إحصاء مكتب تعداد الولايات المتحدة وتصل الكثافة السكانية فيها 11.8 نسمة/كم2.

## وصلات خارجية
- www.henrycountyalabama.org